# Pasteurella multocida
Pasteurella multocida là một coccobacillus Gram âm, nonmotile, nhạy penicillin thuộc họ Pasteurellaceae. Các chủng thuộc loài phân thành năm nhóm huyết thanh (A, B, D, E, F) dựa trên phần vỏ bao và 16 serovar soma (1-16). P. multocida là nguyên nhân của một số bệnh động vật có vú và các loài chim, trong đó có dịch tả gà ở gia cầm, viêm mũi teo ở lợn, trâu, bò nhiễm trùng huyết và xuất huyết ở bò và trâu. Nó cũng có thể gây ra nhiễm trùng sán ở người, mà thường là kết quả của vết cắn hoặc vết trầy xước từ vật nuôi trong nhà. Nhiều động vật có vú (bao gồm cả mèo và chó nuôi trong nhà) và các loài chim nuôi dưỡng loài khuẩn này như một phần của hệ vi sinh vật đường hô hấp bình thường của chúng.